# Johanna Spyri
Johanna Spyri (Hirzel kraj Züricha, 12. lipnja 1827. – Zürich, 7. srpnja 1901.), švicarska književnica.
Iz popularne dječje zbirke "Priče za djecu i one koji vole djecu" najpoznatija su joj djela "Heidi, njezine godine učenja i lutanja" i "Iz švicarskih planina". Njezina djela obiluju iskrenim i naivnim, katkad i suviše sentimentalnim zanosom za idiličinim životom djece u šumama i usamljenim selima švicarskih Alpa. 
Zbog ljubavi prema djeci za njih je počela pisati knjige i to u starijoj dobi u vrijeme francusko-pruskoga rata, 1871. godine. Bilo je mnogo izbjeglica i ranjenika s obje strane fronta, a Spyri im je htjela pomoći pa je počela pisati. Imala je muža po imenu Bernhard Spyri koji je umro mlad, 1884. s 32 godine. 